# تأمينات مغربية

شعار تأمينات مغربية

تأمينات مغربية (اسمها مغربية يقصد به المغاربية، غير أن الشركة تأسست قبل إحداث مصطلح المغاربي) شركة تونسية خاصة للتأمين، تأسست عام 1973، تتبع حاليًا لمجموعة جينيرالي الدولية (بالإيطالية: Gruppo Generali)‏.

### وصلات خارجية
- الموقع الرسمي لتأمينات مغربية.